# Théophylacte Dalassène
Théophylacte Dalassène (en grec : Θεοφύλακτος Δαλασσηνός, né avant 990 et mort après 1039) est un aristocrate byzantin qui occupe plusieurs postes militaires importants au début du XIe siècle.

## Biographie
Théophylacte est le fils de Damien Dalassène qui est le premier membre connu de l'importante famille noble des Dalassène,. Il apparaît pour la première fois dans les sources en 998 quand il accompagne son père, alors doux d'Antioche, dans une bataille contre les Fatimides. Lors de la bataille d'Apamée, Damien est tué et Théophylacte, ainsi que son frère Constantin, sont faits prisonniers. Ils sont vendus au général Jaysh al-Samsama pour 6 000 dinars en or. Ils passent les dix années suivantes en captivité au sein du Caire, la capitale des Fatimides.
Après sa libération, il poursuit une carrière militaire mais sa vie est mal connue jusqu'en 1021-1022. À cette date, il détient les rangs de protospathaire et de drongaire (probablement le poste de Drongaire de la garde) selon Yahya d'Antioche. Au mois d'août 1022, l'empereur Basile II le nomme stratège du thème des Anatoliques et lui donne de l'argent pour lever des troupes dans le but de réprimer la rébellion de Nicéphore Xiphias et de Nicéphore Phocas Barytrachelos. Finalement, lors d'une rencontre entre les deux chefs rebelles, Xiphias fait assassiner Phocas, ce qui entraîne la fin de la rébellion. Xiphias est fait prisonnier et amené à Constantinople pour être jugé,.
Grâce aux sceaux ayant survécu, il est possible de dire que Théophylacte Dalassène a atteint les postes de catépan d'Italie (probablement avant 1021) et de catépan du Vaspourakan (après 1027). Son dernier poste, probablement vers 1032-1034, est celui de doux d'Antioche avec les rangs d'anthypatos, patrice et vestes,. Toutefois, l'empereur Michel IV le Paphlagonien suspecte les Dalassène de conspirer contre le trône, ce qui met fin à la carrière de Théophylacte vers 1034 et la famille entière est bannie en août 1039. Un autre sceau atteste qu'il détient le rang de magistros mais il n'est pas certain qu'il le détienne avant 1034 ou après la mort de Michel IV.
Théophylacte est probablement le père d'Adrien Dalassène qui est le grand-père maternel d'Anne Dalassène, elle-même mère de l'empereur Alexis Ier Comnène qui fonde la dynastie des Comnènes.